# Voss (stacja kolejowa)
Voss – stacja kolejowa w Voss, w Norwegii, na linii Bergensbanen. 
Stacja została otwarta jako stacja końcowa linii Vossebanen w 1883 roku. Jest obsługiwanych przez ekspresy do Bergen i Oslo, koleje regionalne, wszystkie obsługiwane przez Norges Statsbaner. Większość pociągów podmiejskich kończy się Voss, ale siedmiu na dzień kończy bieg w Myrdal.